# Nuit ukrainienne
Nuit ukrainienne (en russe : Украинская ночь) est une peinture à l'huile sur toile réalisée par le peintre ukrainien Arkhip Kouïndji (1841/1842—1910). Le tableau de 1876 fait partie de la collection de la Galerie Tretiakov (inventaire no 879). Ses dimensions sont de 79 × 162 cm,,.

## Histoire et description
La toile Nuit ukrainienne est présentée au public pour la première fois en 1876, lors de la 5e exposition des Ambulants et y obtient un grand succès,. Elle est également exposée au pavillon russe de l'Exposition universelle de 1878 à Paris. En 1878, grâce à cette toile ainsi qu'à Sur l'île de Valaam (1873, Galerie Tretiakov), Route des Tchoumakis à Marioupol (1875, Galerie Tretiakov) et La Steppe (1875, Musée d'art de Iaroslavl), Kouïndji reçoit le titre d'artiste de première classe.

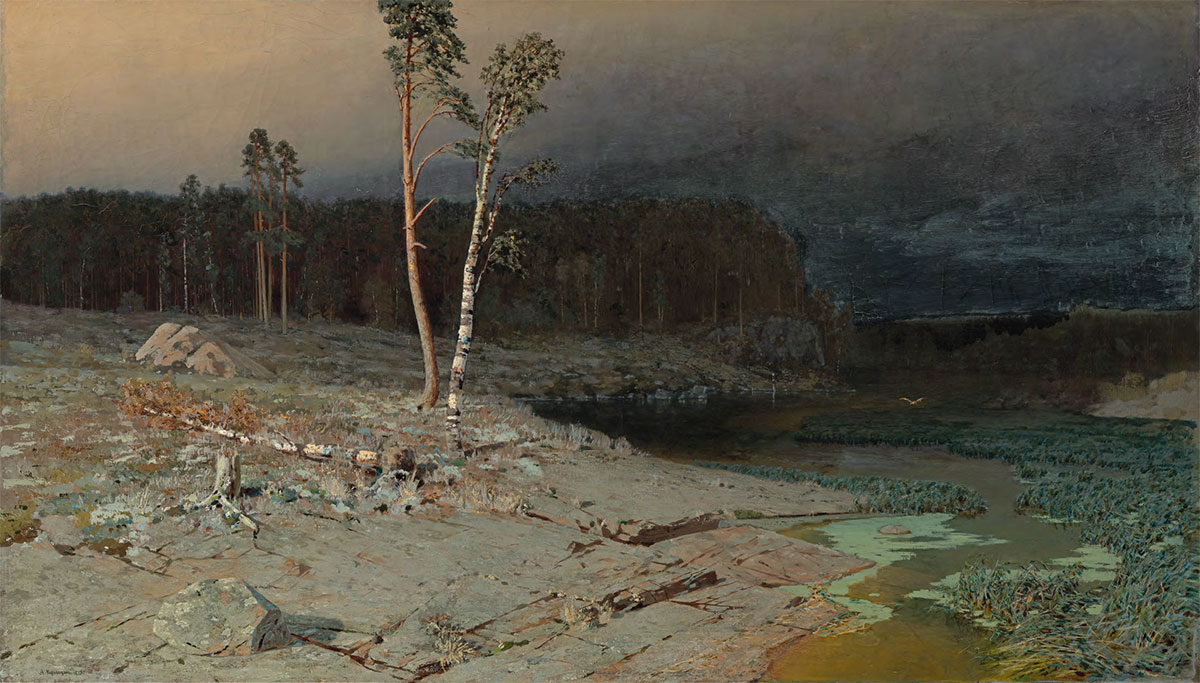
Sur l'Île de Valaam 1873
Route des Tchoumakis à Marioupol 1875

Ce tableau représente un tournant dans l'œuvre du peintre. C'est avec celui-ci qu'il s'est éloigné du romantisme académique de ses premières œuvres et qu'il a orienté son travail dans le sens de représentations de genre exotique et a fait de ce choix un trait spécifique de sa production. La plus grande partie de Nuit ukrainienne est réalisée dans des teintes de velours bleu foncé, et seuls les murs des mazankas  villageoises sont éclairés dans la partie droite du tableau et brillent sous les rayons de lumière lunaire.

## Critiques
L'écrivain Mikhaïl Nevedomski (1866-1943), auteur d'une biographie de Kouïndji, écrit: « Mais le véritable triomphe de Kouïndji est son tableau de 1876: Nuit ukrainienne, qui a été exposée lors de la cinquième exposition des Ambulants. On peut dire que c'est avec cette toile qu'il s'est trouvé pour la première fois, qu'il a commencé à suivre son propre chemin, qu'il a commencé à révéler toute la richesse de sa personnalité artistique. C'est à partir de Nuit ukrainienne que débute la période de maturité dans le travail de Kouïndji... »
L'historien d'art français Louis Réau, dans son ouvrage sur l'art russe, évoque Kouïndji comme suit : « C'était comme Ivan Aïvazovski un Méridional. Mais au lieu de s'établir comme peintre de la mer Noire, il se fit une spécialité des steppes ukrainiennes qui avaient été mises à la mode par Alexandre Pouchkine et Nicolas Gogol. Il s'efforça de traduire avec son pinceau « les calmes nuits d'Ukraine, le ciel transparent, les étoiles qui scintillent, le frémissement à peine perceptible des peupliers au feuillage d'argent ». »
Le critique d'art Vladimir Petrov rappelle la commémoration du 150e anniversaire de la naissance d'Arkhip Kouïndji:
« Mais en 1876, le peintre se révèle un incomparable poète des steppes nocturnes avec sa Nuit ukrainienne présentée au public lors de la cinquième exposition des Ambulants. Le ciel d'un bleu profond et sombre éclairé par des étoiles brillantes, les mazankas blanches d'un village de la steppe éclairées par le clair de lune, les hauts peupliers pyramidaux, l'étang rempli de roseaux sont peints par l'artiste avec une audace remarquable et forment une combinaison inhabituelle, une image poétique authentique qui émerveille le spectateur tout en rappelant les descriptions de la merveilleuse nuit ukrainienne de Pouchkine et de Gogol. »